# Kagran
Kagran – jedna ze stacji metra w Wiedniu na linii U1. Została otwarta 3 września 1982.
Znajduje się w 22. dzielnicy Donaustadt, w części Kagran. Stacja naziemna została otwarta pod nazwą Zentrum Kagran. Do roku 2006 była stacją końcową północnej części U1. W roku 1989 została przemianowana na obecną nazwą.